# Masque d'Agamemnon
Pour les articles homonymes, voir Masque (homonymie) et Agamemnon.
Le « masque d'Agamemnon » est un masque funéraire en or, découvert à Mycènes en 1876 par Heinrich Schliemann dans un lieu qui s'avéra par la suite être une tombe à fosse. Schliemann croyait avoir découvert le corps du légendaire Agamemnon, chef des Achéens dans le cycle troyen, d'où le nom habituellement donné au masque. Cependant, les recherches de l'archéologie moderne laissent à penser que le masque date de 1550-1500 av. J.-C., plusieurs siècles avant la date supposée de la guerre de Troie. Le nom est néanmoins resté.
Le masque est actuellement exposé au Musée national archéologique d'Athènes sous le numéro NM 624.

## Description
Le masque fait partie des cinq masques découverts dans le cercle funéraire A à Mycènes : trois dans la tombe IV et deux dans la tombe V. En outre, les visages et les mains de deux enfants dans la tombe III sont couverts de feuilles d'or, l'un d'eux ayant des trous à la place des yeux.
Les tombes sont certainement royales. Tous les visages des hommes ne sont pas couverts de masques. Leur qualité d'hommes et de guerriers est indiquée du fait de la présence d'armes dans leurs tombes. La quantité importante d'or et d'objets façonnés dénotent sûrement l'honneur, la richesse et le statut. La coutume vestimentaire des chefs est connue ailleurs : par exemple, les chefs scythes et leurs chevaux, bien que le but n'en soit pas clair. Il y a peut-être un lien avec le culte de la lumière.

## Authenticité

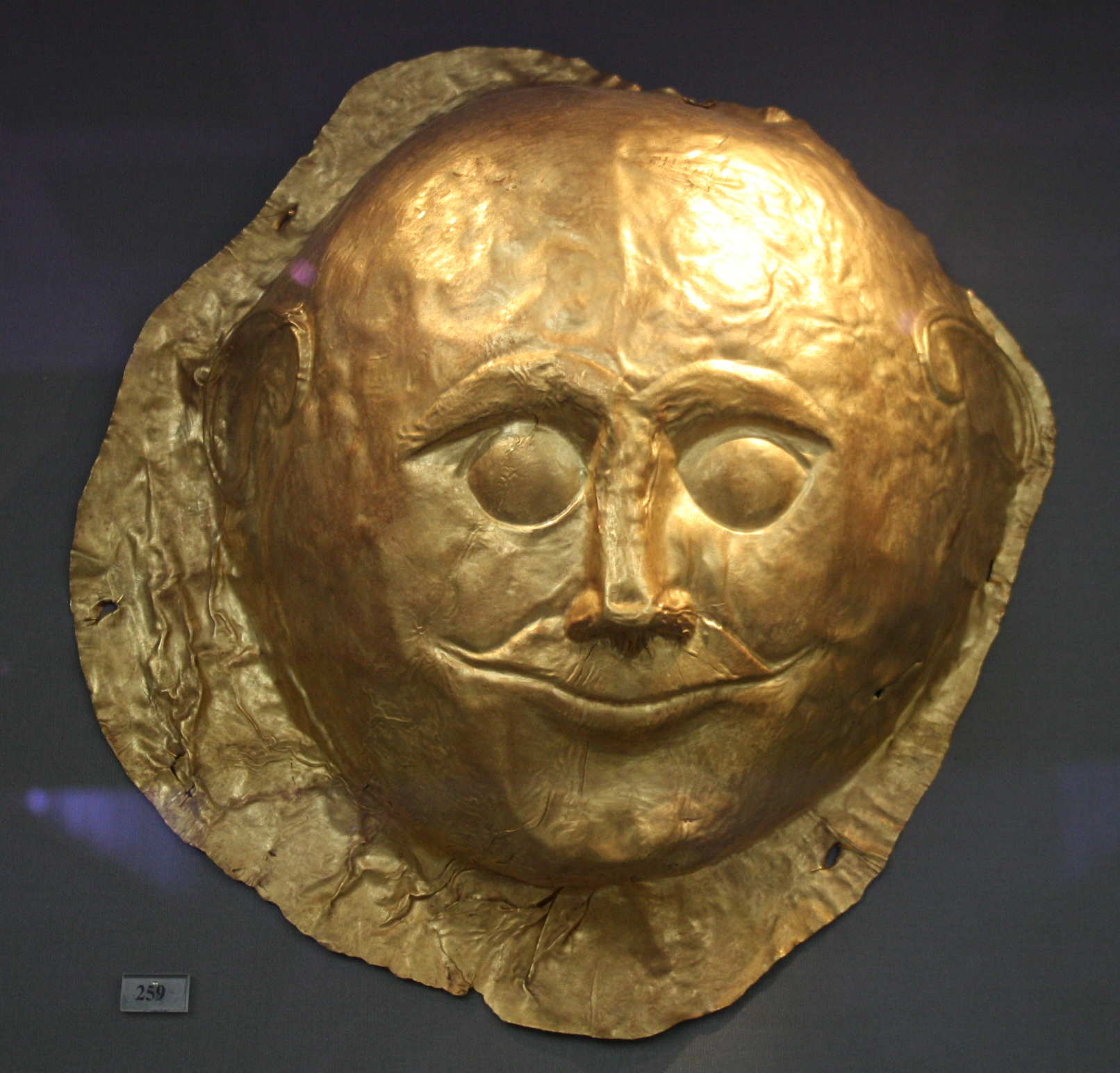
Masque mortuaire en or repoussé retrouvé dans la tombe 4 du cercle A à Mycènes. Vers 1600-1500 avant J.-C. Athènes, Musée archéologique national.

Durant le XXe siècle, et le début du XXIe, l'authenticité du masque a été formellement remise en cause. Le magazine Archaelogy a publié une série d'articles présentant les deux hypothèses.
Heinrich Schliemann avait fait scandale lors des fouilles de Troie et la Société grecque d'archéologie envoya un intendant, Panagiotis Stamatakis, pour surveiller son travail.
Les tenants d'une fraude centrent leurs arguments sur le fait que Schliemann était connu pour placer des artefacts dans les lieux de fouilles, alors qu'ils provenaient d'ailleurs. Il aurait pu faire fabriquer le masque sur un modèle général de masque mycénien et l'aurait placé sur le site.
Les avocats de la défense signalent que le site était fermé les 26 et 27 novembre pour congés du dimanche et jour de pluie. Schliemann n'a pas eu la permission de le rouvrir avant que Stamatakis ait vérifié le travail avec des témoins. Les trois autres masques n'étaient pas encore découverts avant le 28. Le masque d'Agamemnon fut découvert le 30.
Un second argument appuyant la fraude est fondé cette fois-ci sur le modèle du masque. En effet, il diffère de trois des autres sur un certain nombre de points : il est tridimensionnel plutôt que plat, les poils faciaux sont découpés plutôt que gravés, les oreilles sont découpées et les yeux peuvent être ouverts et fermés, avec des paupières ouvertes, etc.
Certains pensent que, désireux de plaire à l'empereur allemand Guillaume Ier, Schliemann aurait retravaillé le masque pour lui procurer une certaine ressemblance avec son impérial modèle.
En conclusion, les deux hypothèses peuvent être valables et il n'est actuellement pas possible de trancher formellement dans un sens ou dans l'autre.